# Rise (Jonas Blue)
Rise is een nummer van de Britse dj Jonas Blue uit 2018, ingezongen door het Amerikaanse duo Jack & Jack.
Het nummer werd voornamelijk een grote hit in Europa. In het Verenigd Koninkrijk haalde "Rise" de 3e positie. In zowel de Nederlandse Top 40 als de Vlaamse Ultratop 50 haalde het nummer de 5e positie. In 2018 stond het nummer op de derde plek in de Dance 15 van The X Vibe, een jaarlijkse hitlijst met de populairste dancenummers van het jaar.